# Nick Cicek
Nicholas "Nick" Cicek, född 29 maj 2000, är en turkisk-kanadensisk professionell ishockeyback som är kontrakterad till San Jose Sharks i National Hockey League (NHL) och spelar för San Jose Barracuda i American Hockey League (AHL). Han har tidigare spelat för Portland Winterhawks i Western Hockey League (WHL).
Cicek blev aldrig NHL-draftad.

## Statistik
| 2013–2014  | Winnipeg Monarchs U14 |            | 30  | 1  | 7  | 8  | 24  | 13 | 0 | 4 | 4 | 8  |
| 2014–2015  | Winnipeg Monarchs U15 |            | 29  | 0  | 14 | 14 | 28  | 11 | 1 | 6 | 7 | 12 |
|            | Winnipeg Monarchs U17 |            | 1   | 0  | 0  | 0  | 0   | —  | — | — | — | —  |
| 2015–2016  | Winnipeg Monarchs U17 |            | 35  | 11 | 25 | 36 | 79  | 10 | 2 | 7 | 9 | 20 |
|            | Winnipeg Wild         | MMHL       | 3   | 0  | 1  | 1  | 0   | —  | — | — | — | —  |
| 2016–2017  | Winnipeg Wild         | MMHL       | 34  | 3  | 21 | 24 | 87  | 11 | 2 | 7 | 9 | 26 |
| 2017–2018  | Winnipeg Blues        | MJHL       | 34  | 6  | 10 | 16 | 104 | 12 | 1 | 2 | 3 | 12 |
|            | Portland Winterhawks  | WHL        | 7   | 0  | 0  | 0  | 6   | —  | — | — | — | —  |
| 2018–2019  | Portland Winterhawks  | WHL        | 44  | 0  | 13 | 13 | 54  | 5  | 0 | 2 | 2 | 0  |
| 2019–2020  | Portland Winterhawks  | WHL        | 63  | 4  | 10 | 14 | 91  | —  | — | — | — | —  |
| 2020–2021  | Portland Winterhawks  | WHL        | 24  | 5  | 16 | 21 | 46  | —  | — | — | — | —  |
| 2021–2022  | San Jose Barracuda    | AHL        | 53  | 5  | 20 | 25 | 62  | —  | — | — | — | —  |
| 2022–2023  | San Jose Sharks       | NHL        | 1   | 0  | 0  | 0  | 0   | —  | — | — | — | —  |
|            | San Jose Barracuda    | AHL        | 10  | 0  | 0  | 0  | 10  | —  | — | — | — | —  |
| NHL totalt | NHL totalt            | NHL totalt | 1   | 0  | 0  | 0  | 0   | —  | — | — | — | —  |
| AHL totalt | AHL totalt            | AHL totalt | 63  | 5  | 20 | 25 | 72  | —  | — | — | — | —  |
| WHL totalt | WHL totalt            | WHL totalt | 138 | 9  | 39 | 48 | 197 | 5  | 0 | 2 | 2 | 0  |

### Internationellt
| Källa: Uppdaterad: 2022-11-16 | Källa: Uppdaterad: 2022-11-16 | Källa: Uppdaterad: 2022-11-16 |         | Utv = Utvisningsminuter | Utv = Utvisningsminuter | Utv = Utvisningsminuter | Utv = Utvisningsminuter | Utv = Utvisningsminuter |
| År                            | Lag                           | Mästerskap                    | Matcher | Mål                     | Assists                 | Poäng                   | Utv                     |                         |
| ----------------------------- | ----------------------------- | ----------------------------- | ------- | ----------------------- | ----------------------- | ----------------------- | ----------------------- | ----------------------- |
| 2017                          | Turkiet                       | EYOWF                         | 2       | 0                       | 0                       | 0                       | 6                       |                         |
| Junior totalt                 | Junior totalt                 | Junior totalt                 | 2       | 0                       | 0                       | 0                       | 6                       |                         |